# Tiondejärn
Tiondejärn eller tackjärnstionde var en avgift som kronan (svenska staten) tog ut av bergsmän för tackjärnstillverkningen. Ursprunget är medeltida, och kan spåras tillbaka till 1485, och upphörde först när bergsprivilegierna avskaffades 1871.
Under andra halvan av 1600-talet började tionden bestämmas efter varje dygns blåsning, vilket blev allmänt infört genom en kunglig förordning 19 april 1740. Tiondesättning för nya masugnar och reglering av tionden vid sammanflyttning av hyttor verkställdes gemensamt av Kammarkollegium och Kommerskollegium. Tackjärnstionde utanför bergslag upphörde 1860 och inom bergslag 1871.
Tiondejärnet brukade omsättas i pengar genom att auktioneras på bergstinget.